# アントニオ・マチャード

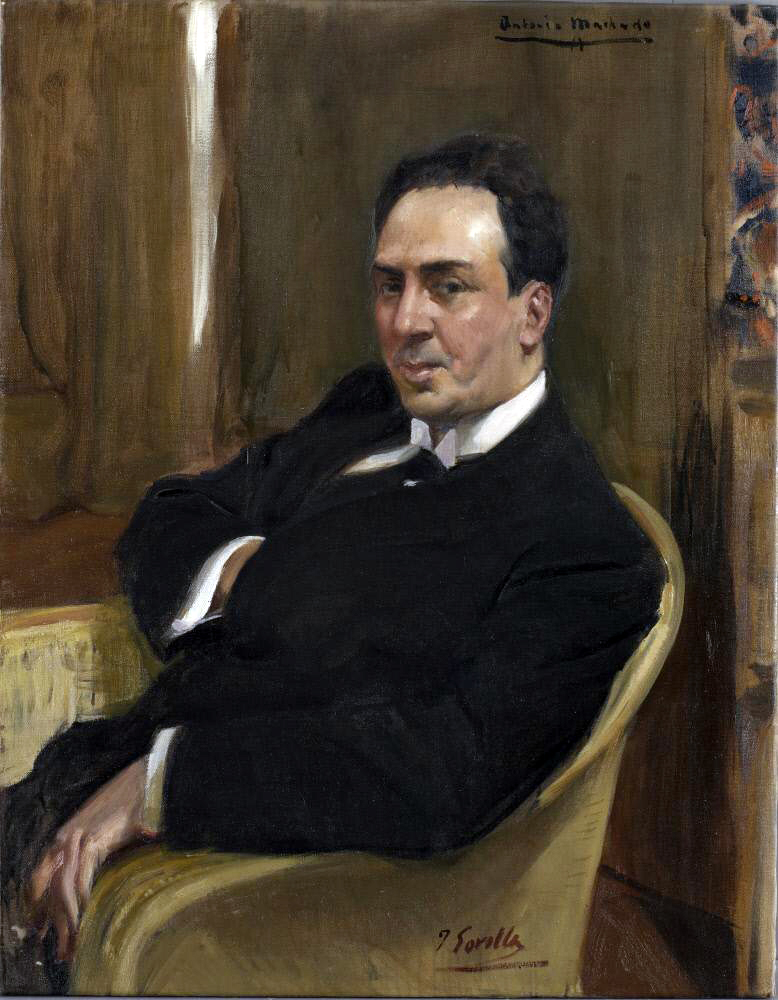
ホアキン・ソロラによる1917年の肖像画

アントニオ・マチャード（Antonio Machado、1875年7月26日 - 1939年2月22日）は、スペイン・セビリア出身の詩人。
1898年の米西戦争の敗戦をきっかけに自国の後進性を直視した一群の知識人、哲学者のミゲル・デ・ウナムーノやオルテガ・イ・ガセット、小説家のアンヘル・ガニベー、詩人のフアン・ラモン・ヒメネス（1956年ノーベル文学賞受賞）・ホセ・マルティネス・ルイスなどとともに、「98年世代」と呼ばれるスペイン文学運動の主要人物の一人。

## 人生

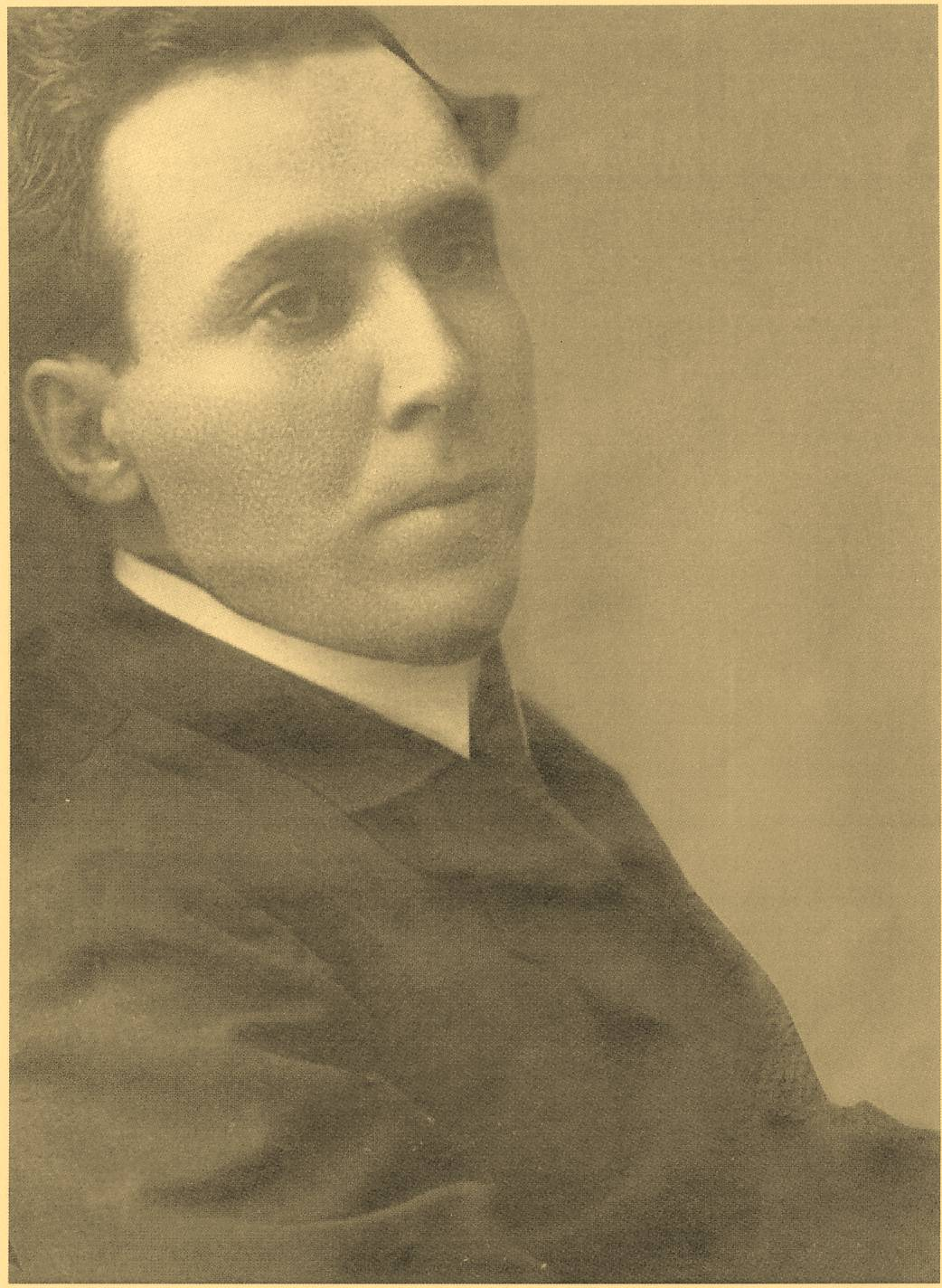
1910年

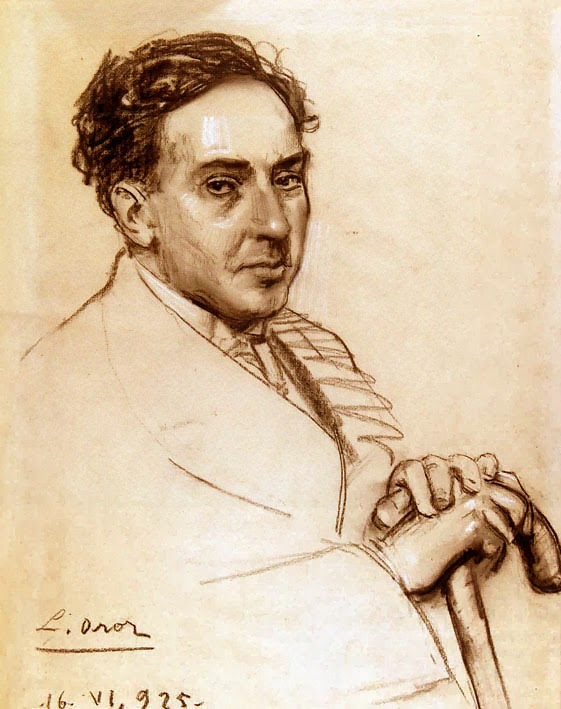
1925年

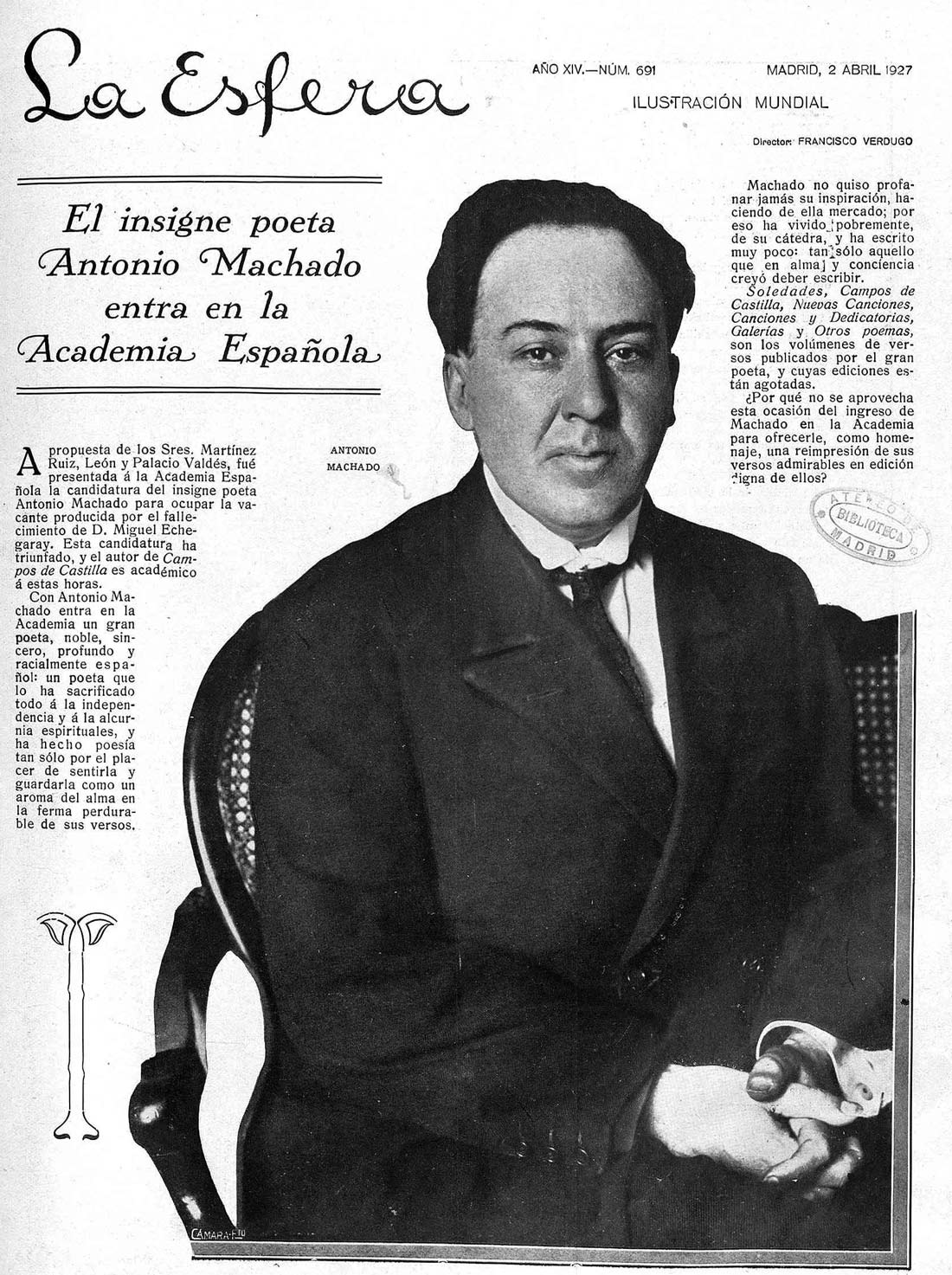
1927年

1875年にセビリアで、兄マヌエル・マチャードの一年後に生まれた。
1883年に家族でマドリードに引っ越し。兄弟でエンセニャンサ文学学校に入り、教師から激励され文学に目覚める。マドリードで学位を取り、金がなかったので役者などの仕事をした。
1899年、兄弟はフランスの出版社で翻訳家として働くためパリに行く。この時期にフランス象徴詩人ジャン・モレアス、ポール・フォール、ポール・ヴェルレーヌ、同時代の作家ルベン・ダリオ、オスカー・ワイルドと知り合い、詩に人生を捧げることにする。

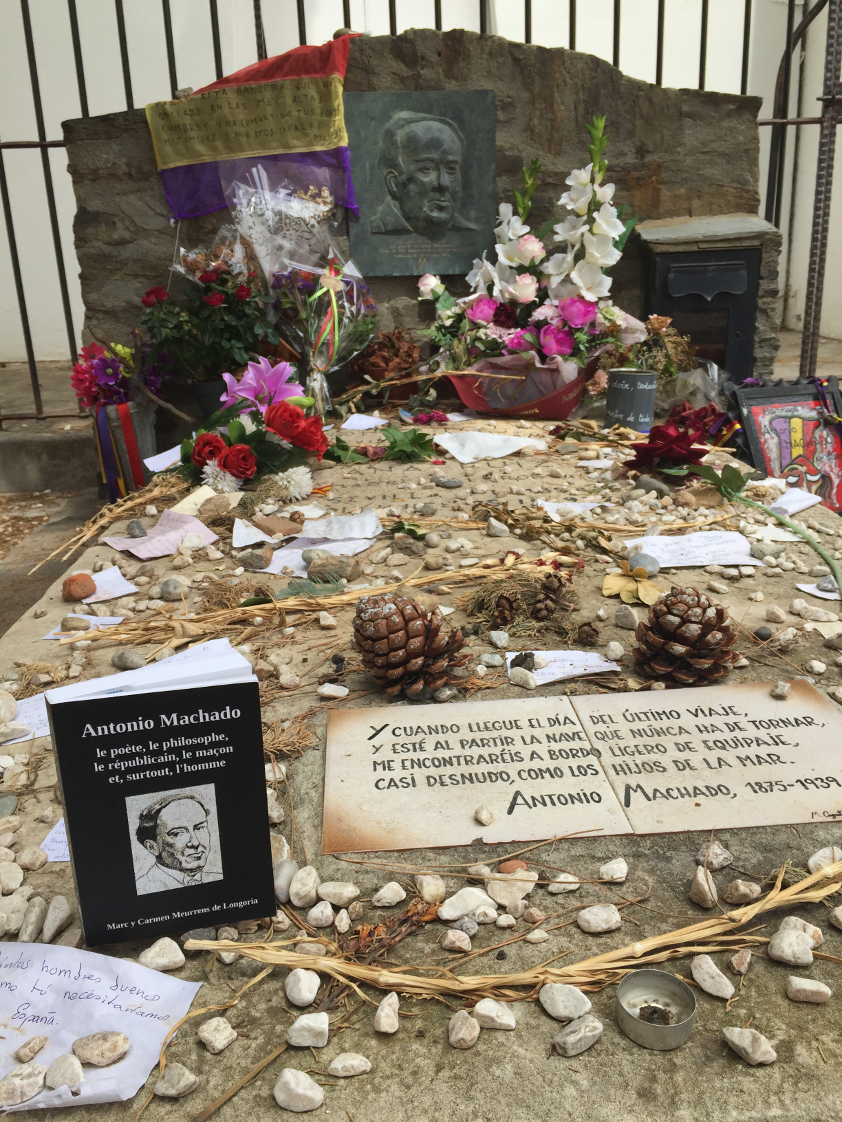
お墓

1901年、文学雑誌『エレクトラ』で最初の詩を発表。1903年、処女詩集『孤独（Soledades）』を発表。
その後数年間、同作を改訂していき、いくつかを削り、多くを追加して、1907年に決定版を『孤独・ガレリア地方・その他の詩（Soledades. Galerías. Otros Poemas）』として発表。同年ソリアの学校のフランス語教授となる。ここで、宿泊先の下宿の大家の娘レオノール・イスキエルドと出会う。
1909年、マチャード34歳、レオノール16歳で結婚。
1911年、パリに移住。フランス文学と哲学を研究した。が、夏にレオノールが結核と診断されスペインに戻った。一年後レオノール死去。『Campos de Castilla』の出版直後のことだった。マチャードは憔悴しソリアを去り、永遠に戻らなかった。
アンダルシア地方バエサに1919年までいた。ここでレオノールの死をあつかった詩を書き決定版『Campos de Castilla』（1916年）に加えた。1916年に『Nuevas canciones』を初版。
初期の作品は華麗なモダニズム・スタイルだったが、『Campos de Castilla』以降シンプルになった。
1919～1931年、兄マヌエルの住むマドリードに近いセゴビア大学のフランス語教授だった。兄弟は週末に会って、大衆に大人気だった芝居に取り組んだ。
このころ三人の子を持つ既婚女性ピラール・バルデラマと不倫し、彼女を作品中で「ギオマール」として登場させた。1932年マドリードのカルデロン·デ·ラ·バルカ大学の教授となった。
1936年にスペイン市民戦争が起こった時はマドリードにいた。兄マヌエルはフランコ将軍の国民軍側についたので別れ、母と伯父とともにバレンシア地方に避難し、1938年にバルセロナに移住。
フランコが勝つとフランスとの国境を越えてコリウール地方に住んだ。ここで1939年に死んだ。三日後に母も死んだ。彼のポケットからは最後の詩『Estos días azules y este sol de infancia』が見つかった。

## 作品性

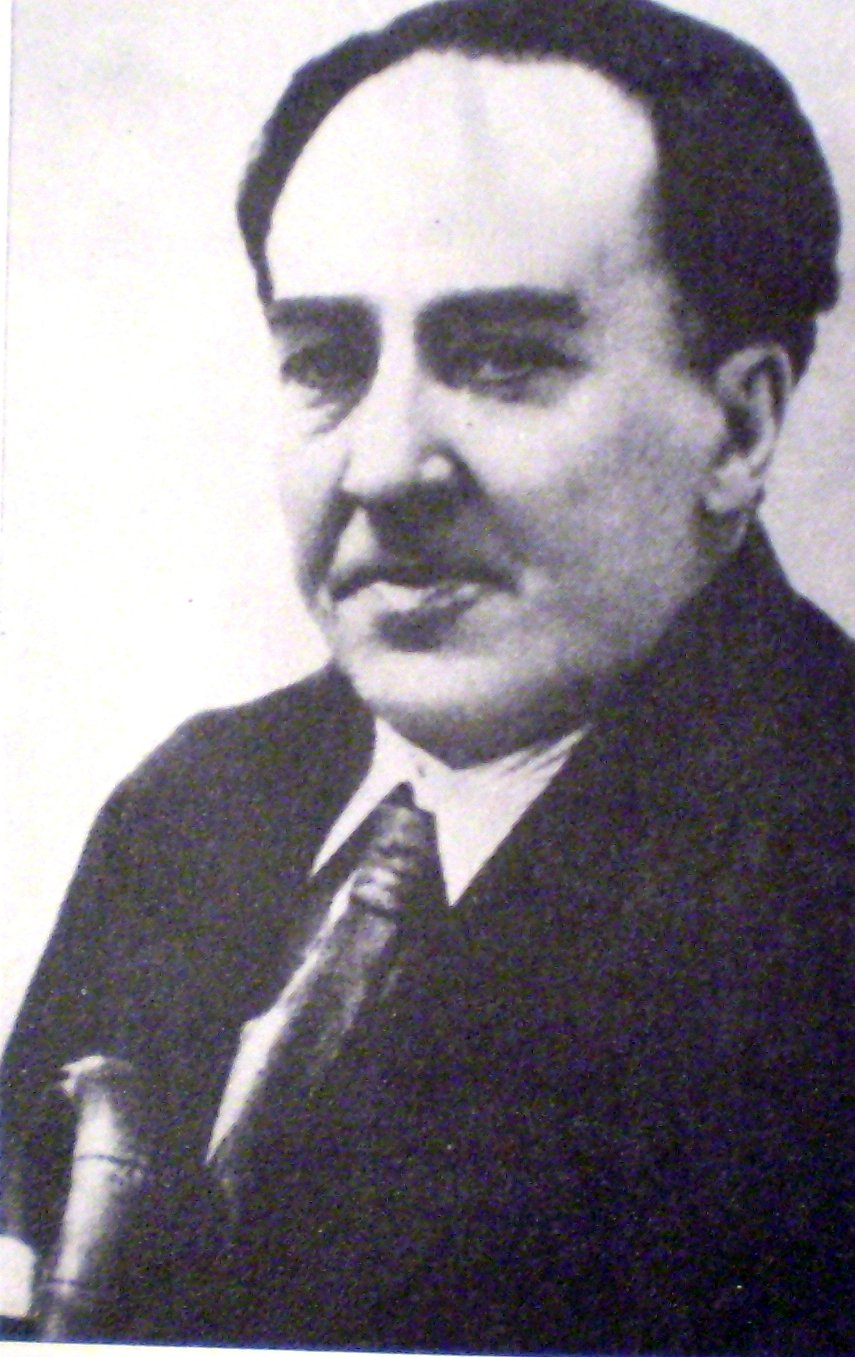
マチャード

ルベン・ダリオやフェデリコ・ガルシア・ロルカに影響を受けた。
『Soledades, Galerías. Otros poemas』（1907）で自分の声を見つけ、20世紀の詩人オクタビオ・パス、デレク・ウォルコット、ジャンニアナ・ブラスキに影響を与えた 。

## 主要著書
- Soledades（孤独） (1903)
- Soledades. Galerías. Otros poemas (1907)
- Campos de Castilla (1912)
- Poesías completas (1917)
- Nuevas canciones（新しい歌） (1924)
- Poesías completas (1936, cuarta edición)
- Juan de Mairena (1936)

## 邦訳
- 『マチャード / アルベルティ詩集』大島博光訳、土曜美術社出版販売（世界現代詩文庫）、1997年。
- 『アントニオ･マチャード詩集：カスティーリャの原野、その他の詩』石田安弘 編訳、国文社、2012年。
- 『フアン・デ・マイレーナ』杉山武訳、法政大学出版局〈叢書・ウニベルシタス〉、2025年。ISBN 4588011863

## 文献
- Walcott, Derek "Reading Machado" The New Yorker 18 November 1996
- Ballagas, Emilio  Del sueño y la vigilia en Antonio Machado. Ballagas. Revista Nacional de Cultura de Venezuela. 1945 (article)
- Barnstone, Willis "Antonio Machado: A Theory of Method in His Use of Dream, Landscape, and Awakening" in Revista Hispánica Moderna Year 39, No. 1/2 (1976/1977), pp. 11–25 University of Pennsylvania Press
- Braschi, Giannina, "La Gravedad de la Armonia en 'Soledades Galerias y Otros Poemas' de Machado," PLURAL, San Juan, Puerto Rico, 1983.
- Johnston, Philip (2002) The power of paradox in the work of Spanish poet Antonio Machado Edwin Mellen Press
- Prowle, Allen (2010) "Sunshine and Shadows: translations from Bertollucci, Machado and Pavese" Nunny Books, 2011.